# Nery Castillo
Nery Alberto Castillo Confalonieri (* 13. Juni 1984 in San Luis Potosí, Mexiko) ist ein ehemaliger mexikanischer Fußballspieler. Neben der mexikanischen Staatsbürgerschaft besitzt Castillo auch noch die uruguayische.

## Karriere

### Verein
Castillo begann seine Profikarriere 1999 bei Danubio FC in Uruguay. Dort absolvierte er bereits im Alter von 15 Jahren sein erstes Erstligaspiel. Während eines Jugendturniers in Brasilien wurde er von verschiedenen europäischen Klubs beobachtet. Sein Vater, der auch als Berater fungiert, entschied, dass ein Wechsel zu Manchester United die beste Variante für ihn wäre, doch Castillo erhielt keine Arbeitserlaubnis in England. Mit 16 Jahren nahm er ein Angebot von Olympiakos Piräus an und wechselte nach Griechenland, wo er sich als Stammspieler etablieren konnte und unter anderem mit Rivaldo zusammenspielte. Infolge guter Leistungen waren die Vereine Juventus Turin und Deportivo Guadalajara an einer Verpflichtung interessiert, Olympiakos war jedoch nicht bereit, ihn abzugeben.
Neben seiner guten Leistungen für den Verein fiel er auch durch Entgleisungen abseits des Platzes auf. So wurde er nach einer Schlägerei mit Yaya Touré und Gabriel Schürrer im Oktober 2005 kurzzeitig vom Training suspendiert.
Im Juli 2007 ging Castillo schließlich zu Schachtar Donezk, von wo er jedoch nach nur einem halben Jahr und acht Ligaspielen für den Rest der Saison zu Manchester City verliehen wurde. In der Saison 2008/09 kam er erst auf zwei Kurzeinsätze für Donezk. Seine Vorhaben, Donezk zu verlassen und wieder zurück nach Mexiko zu Deportivo Guadalajara zu wechseln, scheiterten bislang, da Donezk den Spieler nicht freigeben wollte. Der Vertrag bei Schachtar Donezk lief noch bis 2012. Nachdem er die Apertura 2012 für Pachuca gespielt hatte, wurde Mitte Dezember sein Wechsel zum mexikanischen Verein Club León ab der Clausura 2013 bekannt gegeben. Der Leihvertrag lief über einen Zeitraum von sechs Monaten.
Nach einem kurzen Gastspiel bei Rayo Vallecano in Spanien beendete er 2014 seine aktive Spielerkarriere.

### Nationalmannschaft
Dank seiner auffallenden Leistungen bei Olympiakos Piräus wurden der mexikanische und der uruguayische Verband auf ihn aufmerksam, für die er beide hätte spielen können. Er konnte sich jedoch nicht für ein Land entscheiden und blieb daher vorerst ohne Länderspiele. Im Jahr 2007 lebte Castillo sieben Jahre lang in Griechenland, lange genug um die griechische Staatsbürgerschaft anzunehmen und für die griechische Nationalmannschaft zu spielen. Dafür soll ihm fast eine Million Euro geboten worden sein. Er entschied sich schließlich für die mexikanische Nationalmannschaft, für die er bisher 17 Spiele absolviert hat und dabei sechs Tore erzielt hat. Bei der Copa América 2007 erreichte er mit seinem Team den dritten Platz und war drittbester Torschütze des Turniers.

## Erfolge
- Griechischer Meister: 2001, 2002, 2003, 2005, 2006, 2007
- Griechischer Pokalsieger: 2005, 2006
- Dritter Platz bei der Copa América 2007